# Grand Prix-wegrace van de Verenigde Staten 2010
De Grand Prix-wegrace van de Verenigde Staten 2010 was de negende race van het wereldkampioenschap wegrace-seizoen 2010. De race werd verreden op 25 juli 2010 op Laguna Seca nabij Monterey, Californië, Verenigde Staten. Tijdens deze race waren de Moto2 en 125cc afwezig.

## Uitslag

### MotoGP
| Pos | No | Rijder           | Constructeur | Ronden | Tijd        | Grid | Punten |
| --- | -- | ---------------- | ------------ | ------ | ----------- | ---- | ------ |
| 1   | 99 | Jorge Lorenzo    | Yamaha       | 32     | 43:54.873   | 1    | 25     |
| 2   | 27 | Casey Stoner     | Ducati       | 32     | +3.517      | 2    | 20     |
| 3   | 46 | Valentino Rossi  | Yamaha       | 32     | +13.420     | 6    | 16     |
| 4   | 4  | Andrea Dovizioso | Honda        | 32     | +14.188     | 3    | 13     |
| 5   | 69 | Nicky Hayden     | Ducati       | 32     | +14.601     | 7    | 11     |
| 6   | 11 | Ben Spies        | Yamaha       | 32     | +19.037     | 5    | 10     |
| 7   | 5  | Colin Edwards    | Yamaha       | 32     | +40.721     | 8    | 9      |
| 8   | 33 | Marco Melandri   | Honda        | 32     | +47.219     | 11   | 8      |
| 9   | 36 | Mika Kallio      | Ducati       | 32     | +52.813     | 15   | 7      |
| 10  | 65 | Loris Capirossi  | Suzuki       | 32     | +52.814     | 12   | 6      |
| 11  | 95 | Roger Lee Hayden | Honda        | 32     | +1:14.089   | 17   | 5      |
| 12  | 15 | Alex de Angelis  | Honda        | 32     | +1:14.666   | 16   | 4      |
| DNF | 41 | Aleix Espargaró  | Ducati       | 28     | Ongeluk     | 13   |        |
| DNF | 58 | Marco Simoncelli | Honda        | 18     | Ongeluk     | 9    |        |
| DNF | 26 | Dani Pedrosa     | Honda        | 11     | Ongeluk     | 4    |        |
| DNF | 40 | Héctor Barberá   | Ducati       | 3      | Uitgevallen | 10   |        |
| DNF | 19 | Álvaro Bautista  | Suzuki       | 2      | Ongeluk     | 14   |        |

## Tussenstand na wedstrijd

### MotoGP
| Pos | Nr | Rijder           | Team   | Punten |
| --- | -- | ---------------- | ------ | ------ |
| 1   | 99 | Jorge Lorenzo    | Yamaha | 210    |
| 2   | 26 | Dani Pedrosa     | Honda  | 138    |
| 3   | 4  | Andrea Dovizioso | Honda  | 115    |
| 4   | 27 | Casey Stoner     | Ducati | 103    |
| 5   | 46 | Valentino Rossi  | Yamaha | 90     |

1961 · 1962 · 1963 · 1964 · 1965 · 1988 · 1989 · 1990 · 1991 · 1993 · 1994 · 2005 · 2006 · 2007 · 2008 · 2009 · 2010 · 2011 · 2012 · 2013